# Krittin Suwannasri
Krittin Suwannasri (thailändisch กฤติน สุวรรณศรี; * 10. Januar 2003) ist ein thailändischer Fußballspieler.

## Karriere
Krittin Suwannasri stand bis Saisonende 2022/23 beim Drittligisten Chainat United FC unter Vertrag. Der Verein aus Chainat spielte in der Western Region der Liga. Im August 2022 wechselte er in die zweite Liga. Hier schloss er sich in Ayutthaya dem Ayutthaya United FC an. Ende Dezember 2022 wurde sein Vertrag aufgelöst. Für Ayutthaya kam er in der zweiten Liga nicht zum Einsatz. Von Januar 2023 bis Anfang Juli 2023 war er vertrags- und vereinslos. Am 6. Juli 2023 verpflichtete ihn der Zweitligist Samut Prakan City FC. Sein Zweitligadebüt für den Verein aus Samut Prakan gab Krittin Suwannasri am 4. November 2023 (11. Spieltag) im Auswärtsspiel gegen den Chanthaburi FC. Bei dem 0:0-Unentschieden wurde er in der 90.+1 Minute für den Brasilianer Bianor eingewechselt. Nach insgesamt 19 Ligaspielen wurde sein Vertrag im Januar 2025 nicht verlängert.